# هوت لاين ميامي
هوت لاين ميامي (بالإنجليزية: Hotline Miami)‏ ، هي لعبة حركة وأكشن ثنائية الأبعاد،تم تطويرها من قبل الاستديو السويدي Dennaton Games،
المكون من Jonatan Söderström و Dennis Wedin.ومن نشر Devolver Digital. تم اطلاق اللعبة في أكتوبر 23, 2012 لنظام مايكروسوفت ويندوز.
يعتمد نظام اللعبة على التخفي والعنف وتحتوي على قصة مقتبسة من فيلم القيادة: الحقيقية المدهشة حول مايحفزنا وCocaine Cowboys وتم استخدام موسقى وموثرات بصريه من الثمانينات.

## قصة اللعبة
تتحدث القصة عن عصابات في Miami عام 1989 ميلادي حيث تتخذ هذه العصابات من اقنعة الحيوانات والطيور اقنعة لها وأنت بدورك منضم جديد لهذه العصابة.
حيث تقوم بسرقة المال وقتل الاشخاص والتخريب.

## وصلات خارجية
- هوت لاين ميامي على موقع IMDb (الإنجليزية)
- Hotline Miami official website